# Sophie Lascelles
Sophie Amber Pearce (født Lascelles, født 1. oktober 1973 i Thorpeness, Suffolk, England) er oldedatter af Mary, Princess Royal og grevinde af Harewood, og han er tipoldebarn af kong Georg 5. af Storbritannien. Hun tilhører den samme generation som tronarving prins William, hertug af Cambridge.

## Familie
Sophie Lascelles giftede sig i 2011 med Timothy Pearce (født 1955). De har en datter:
- Lilianda Rose Pearce (født 2010).

Da datteren er født året før forældrenes bryllup, har hun ikke arveret til den britiske trone. Derimod har Sophie Lascelles arveret. 